# PlayStation Move
Il PlayStation Move (spesso abbreviato in PSMove o semplicemente Move) è un controller sensibile al movimento simile al Telecomando Wii della Nintendo e al Microsoft Kinect della Microsoft. Fu presentato all'E3 2008, e in seguito alla Game Developers Conference del 2010, dove è stato ufficializzato il nome, ma il progetto e lo sviluppo della periferica incominciarono già nel 2002, per l'allora PlayStation 2.
Il controller PlayStation Move è stato messo in vendita il 15 settembre 2010 in Europa, il 17 settembre in America e infine il 21 ottobre in Giappone.

## Informazioni
Dotato di 3 giroscopi, 3 accelerometri assiali e un sensore di campo magnetico terrestre e della funzione di vibrazione, si serve del riconoscimento da parte della telecamera PlayStation Eye per rilevare la posizione del giocatore.
Da notare che sul Motion Controller è presente una luce sferica, che può cambiare colore: viene identificata dalla telecamera per aumentare la precisione del movimento rilevato. Per utilizzarlo durante il gioco bisogna avere, come detto in precedenza, la PlayStation Eye, che può registrare voce e immagini dei giocatori, configurata con la PlayStation 3, venduta in bundle con il PlayStation Move, o anche con la console stessa al prezzo di 299€/299$.
Gli input visivi catturati dalla PlayStation Eye sono processati dalla CPU interna della console. Secondo dati dichiarati dalla stessa Sony, il processo impegna un numero limitato di risorse occupando circa 2 megabyte di memoria.
Oltre al controller principale, è disponibile anche il Navigation Controller (simile al Nunchuck del WiiMote) che si collega al PlayStation Move e alla console tramite Bluetooth, ma esso non viene rilevato dalla PlayStation Eye, e quindi possiede una funzione molto simile al normale DualShock 3, che infatti può essere sostituito ad esso per i giochi che lo richiedono, come Killzone 3, Resistance 3, Heavy Rain, Dead Space: Extraction, Top Spin 4 e R.U.S.E.

## Accoglienza
Il Playstation Move ha avuto una buona accoglienza, soprattutto per le sue capacità tecniche e la sua precisione, però i titoli a disposizione che lo supportavano erano pochi, questo portò a un suo abbandono in poco tempo.
Successivamente il Move è stato ripreso con l'arrivo della Playstation 4, e del Playstation VR che li utilizza come periferiche per le mani accompagnati dalla Playstation Camera.

## Dettagli

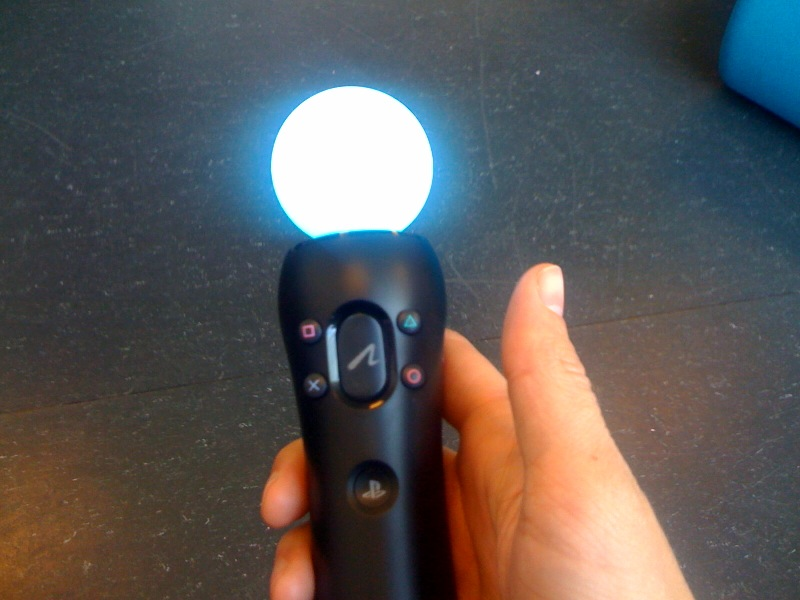
Immagine del Motion Controller durante il funzionamento

Sony ha annunciato diversi tipi di bundle, che vanno dal singolo controller a quello comprensivo della console PlayStation 3.
- Il PlayStation Move è venduto singolarmente al prezzo di 39,99€;
- Lo "Starter Pack" contenente il PlayStation Move, la PlayStation Eye e un Blu-ray con 10 demo dei giochi che supportano tale controller (per chi possiede già Eye e Move, le demo sono scaricabili gratuitamente su PlayStation Network), costa 59,99€;
- Il controller di Navigazione (Navigation controller) è venduto separatamente al prezzo di 29,99€;
- La PlayStation Eye ha subito una riduzione di prezzo, passando da 39,99€ a 29,99€;
- Un kit completo contenente la PlayStation 3, un DualShock 3 e il contenuto dello Starter Pack è venduto al prezzo di 299,99€.

Periodicamente Sony pubblica dei pack speciali contenenti lo "Starter Pack" più un gioco solo per Paesi selezionati a prezzo scontato, recentemente in Italia è arrivato il pack in edizione limitata contenente oltre allo Starter Pack il gioco DanceStar Party.

## Lista videogiochi

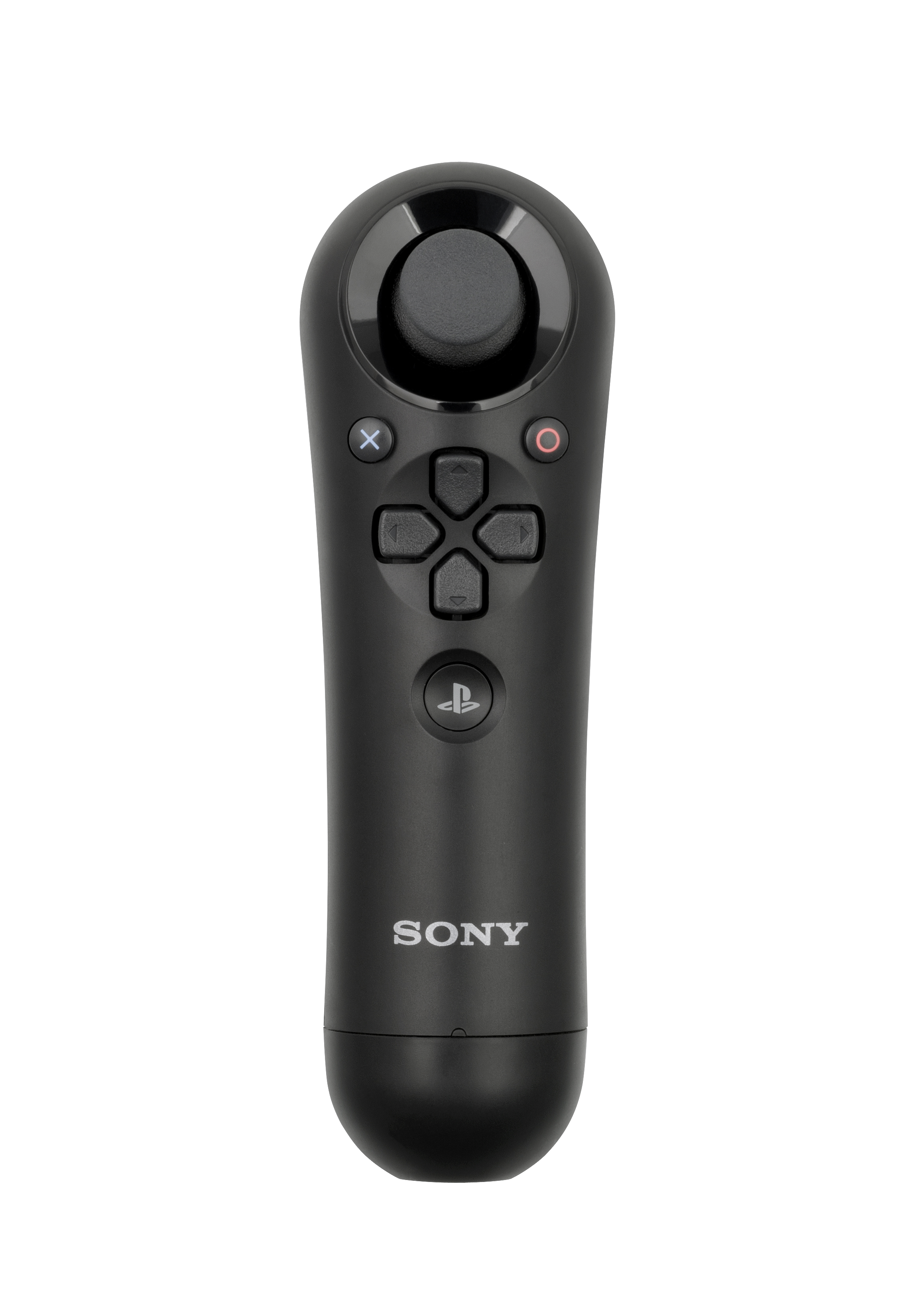
Il Navigation Controller

### Supporto nativo
Titoli che supportano nativamente PlayStation Move:
- Adidas miCoach
- Ape Escape Fury! Fury!
- Babel Rising
- Beat Sketch!
- Brunswick Pro Bowling[17]
- Buzz!: The Ultimate Music Quiz
- Champions of Time
- Dance Dance Revolution
- Datura
- De Blob 2
- Dead Space: Extraction
- Deadstorm Pirates
- Eccentric Slider
- Echochrome 2
- Get Fit With Mel B
- Grand Slam Tennis 2
- Hustle Kings
- Il libro degli incantesimi
- Killzone 3
- Killzone Trilogy
- Kung Fu Rider
- Il Signore degli Anelli: L'avventura di Aragorn
- LittleBigPlanet 2
- Mad Dog McCree
- Michael Jackson: The Experience
- Move Mind Benders
- No More Heroes: Heroes' Paradise
- PlayStation Move Heroes
- Pro Foosball
- Puma After Hours Athletes
- Sliders
- Sing and Draw
- Sports Champions
- Sports Champions 2
- SOCOM 4
- Sorcery
- Start The Party!
- The Fight: Lights Out
- The House of the Dead 4
- The Shoot
- The Sly Trilogy
- Tiger Woods PGA Tour 11
- Time crisis: razing storm
- Top Darts
- Top Spin 4
- Tower
- Tron: Evolution
- Tumble
- Tv Superstars
- Under Siege
- Virtua Tennis 4
- Yoostar 2 In the Movies[18]
- Just Dance 4
- Under Siege
- UFC Personal Trainer
- Zumba Fitness

### Supporto non nativo
Titoli che supportano PlayStation Move solo dopo aggiornamento del gioco:
- Heavy Rain
- EyePet
- Gran Turismo 5
- High Velocity Bowling
- Hustle Kings
- LittleBigPlanet
- Resident Evil 5: Gold Edition
- MAG
- Planet Minigolf
- Everybody's Golf: World Tour
- Infamous 2

## Compagnie
Queste sono le software house che attualmente supportano il PlayStation Move:
- 505 Games
- Activision
- AQ Interactive
- Arc System Works
- Atlus
- BigBen Interactive
- Capcom
- CCP
- Crave Entertainment

- Cyberfront Corporation
- Disney
- EA
- FromSoftware
- Game Republic
- Gust
- Hudson Soft
- Infinity Ward
- Irem
- Koei

- Konami
- Majesco Entertainment
- Marvelous Entertainment
- Namco Bandai
- Ongakukan
- Oxygen Games
- Paon
- Q Entertainment
- Q-Games

- SEGA
- Sony Online Entertainment
- Spike
- Square Enix
- Sucker Punch Productions
- Super Massive Games
- Tecmo
- THQ
- Treyarch
- Ubisoft
- Warner Bros.
- Zoo Entertainment